# Euphaedra ubangi
Euphaedra ubangi är en fjärilsart som beskrevs av Jacques Hecq 1974. Euphaedra ubangi ingår i släktet Euphaedra och familjen praktfjärilar. Inga underarter finns listade i Catalogue of Life.